# 4033 Yatsugatake
4033 Yatsugatake (1986 FA) là một tiểu hành tinh vành đai chính được phát hiện ngày 16 tháng 3 năm 1986 bởi Masaru Inoue và Osamu Muramatsu ở Kobuchizawa.